# Die fünf
Die fünf, auch Die FÜNF, war eine von 1923 bis 1927 bestehende expressionistische Künstlergruppe in Kassel.

## Geschichte
Schüler des Professors der Kunsthochschule Kassel Ewald Dülberg fanden sich im Januar 1923 unter dem Namen Die fünf zusammen. Der avantgardistischen Gruppe gehörten August Anhalt, Arnold Bode, Otto Julius Fleck, Karl Leyhausen und der Ire Cecil ffrench Salkeld an. Die lose Künstlergruppe verband eine gemeinsame künstlerische Grundhaltung und eine gemeinsame Offenheit gegenüber der modernen Malerei. 
Es kam zu Auflösungserscheinungen, nachdem Cecil ffrench Salkeld 1925 nach Irland zurückgekehrt war. 1927 schlossen sich die verbliebenen Mitglieder der Gruppe der neu gegründeten Kasseler Sezession an.